# Будагов, Будаг Абдулали оглы
Будаг Абдулали оглы Будагов (азерб. Budaq Əbdüləli oğlu Budaqov; 23 февраля 1928 — 1 ноября 2012) — советский и азербайджанский учёный, географ, доктор географических наук (1968), профессор (1976), академик АН Азербайджанской ССР (1989), директор Института географии НАНА. Заслуженный деятель науки Азербайджана (2008).

## Биография
Родился 23 февраля 1928 года в селе Чобанкара Эчмиадзинского уезда (позже Зангибасарского района) Армянской ССР.
Окончил географический факультет Азербайджанского государственного педагогического института, куда поступил в 1947 году. В 1951 поступил в аспирантуру Института географии АН СССР, которую окончил в 1955 году, защитив кандидатскую диссертацию на тему «Геоморфология северного склона Юго-Восточного Кавказа». Диссертация была удостоена золотой медали имени Н. Пржевальского Географического общества СССР.
С 1955 года — младший научный сотрудник Института географии АН Азербайджана. С 1958 года — старший научный сотрудник.
В 1967 году защитил диссертацию на соискание учёной степени доктора географических наук.
С 1974 года — заместитель директора Института географии АН Азербайджана.
С 1988 по 2012 год — директор Института географии АН Азербайджана.
В 1976 году получил звание члена-корреспондента Академии наук Азербайджана, в 1989 году — академика.
Скончался 1 ноября 2012 года в Баку.
Автор 700 научных работ, 48 монографий. За время своей научной деятельности подготовил 50 кандидатов и 4 докторов наук.

## Научные достижения
- Систематизация географического пространства, природно-разрушительных явлений
- Изучены геоморфология и новейшие тектонические движения, древнее оледенение Азербайджанской части Большого Кавказа и составлены карты в масштабе 1:200000
- Впервые обнаружена верхнесарматская морская фауна в 1956 году на абсолютной высоте 3600 м
- Изучены природные и антропогенные ландшафты Азербайджана, факторы опустынивания, а также геохимия ландшафта
- Составлена карта (1:500000) «Эколого-географическое районирование территорий Азербайджанской Республики» по степени экологической напряженности.
- Впервые исследованы тюркские топонимы в Восточной Европе и Азии и азербайджанские в Армении и Грузии.

## Научные работы
- Геоморфология и новейшая тектоника Юго-Восточного Кавказа. — Баку, 1973.
- Современные естественные ландшафты Азербайджана. — Баку, «Элм», 1988.
- Толковый словарь азербайджанских топонимов в Армении. — Баку, «Огуз Эли», 1988, стр. 452;
- Могучая и уязвимая природа. — Баку,1990.
- Тюркские топонимы Евразии. — Баку, 1988.

## Награды
- Орден «Слава» (2000).
- Заслуженный деятель науки Азербайджана (2008).
- Золотая медаль Пржевальского.
- Награда «Доброе сердце Каспия» (2003)[5].